# Philoria
Philoria é um gênero de anfíbios da família Limnodynastidae.
As seguintes espécies são reconhecidas:
- Philoria frosti Spencer, 1901
- Philoria kundagungan (Ingram & Corben, 1975)
- Philoria loveridgei Parker, 1940
- Philoria pughi Knowles, Mahony, Armstrong & Donnellan, 2004
- Philoria richmondensis Knowles, Mahony, Armstrong & Donnellan, 2004
- Philoria sphagnicolus (Moore, 1958)